# Йоахім Зауер
Йоахім Зауер (нім. Joachim Sauer; нар. 19 квітня 1949, Гозена, Бранденбург, НДР) — німецький квантовий хімік, професор Берлінського університету імені Гумбольдтів. Чоловік екс-канцлера Німеччини Ангели Меркель.

## Наукова кар'єра
У 1967–1972 роках Зауер вивчав хімію у Берлінському університеті імені Гумбольдтів і отримав ступінь доктора хімічних наук у 1974 році. Він продовжував дослідницьку діяльність у Берлінському університеті до 1977 року, а потім перейшов на роботу до Центрального інституту фізичної хімії в Берліні, один з провідних науково-дослідних інститутів колишньої НДР.
Протягом короткого часу під час і після возз'єднання Німеччини (1990–1991) обіймав посаду заступника технічного директора (каталізу і сорбції) для BIOSYM Technologies, Сан-Дієго, США (нині Accelrys). Він залишався радником BIOSYM до 2002 року.
У 1992 році він вступив до Товариства Макса Планка як керівник групи квантової хімії у Берліні. З 1993 року Йоахім Зауер є професором фізичної та теоретичної хімії у Берлінському університеті імені Гумбольдтів. Він є активним науковцем-дослідником у галузі квантової та обчислювальної хімії. Його розрахункові дослідження дозволили краще зрозуміти структури та діяльності деяких каталізаторів, наприклад цеолітів, особливо при нанесенні на їх кислотні центри, а також для інтерпретації спектрів ЯМР твердого стану ядра Si-29 і квадрупольних моментів ядер, таких як Na-23, Al-27 і О-17. Експерти пророкують Зауеру Нобелівську премію у своїй науковій галузі квантової хімії.

## Особисте життя
Від попереднього шлюбу Зауер має двох синів, Данієля та Адріана. 30 грудня 1998 Зауер одружився з Ангелою Меркель (також доктор наук, раніше працювала в галузі досліджень квантової хімії), яку пізніше обрали головою Християнсько-демократичного союзу і 22 листопада 2005 першою жінкою-канцлером Німеччини.

## Громадська діяльність чоловіка Ангели Меркель

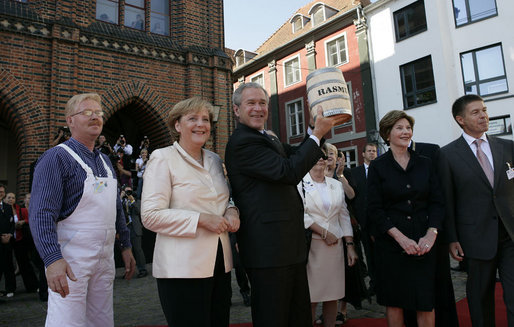
Зауер (праворуч) з Ангелою Меркель, Джорджем Бушем і Лорою Буш

У зв'язку з політичною кар'єрою дружини Зауер придбав набагато більшу суспільну популярність, ніж зазвичай для вченого-дослідника. Кілька разів він казав, що не любить цю публічність.
Під час виборчої кампанії 2005 Йоахім Зауер відмовлявся давати будь-які інтерв'ю, не пов'язані з його науковою роботою. Брав участь у Байройтському фестивалі й вельми привернув цим увагу. Професор Зауер відомий як великий любитель музики Вагнера.
Навіть під час виборів його дружини до бундестагу, її інавгурації, а потім і прийняття присяги Зауер не був присутній, але стежив за подіями по телевізору з хімічної лабораторії університету.